# منوم (فلم 2023)
منوم (بالإنجليزية: Hypnotic) هو فيلم خيال علمي أمريكي صدر عام 2023 من إخراج روبرت رودريغيز، الذي شارك في كتابة السيناريو مع ماكس بورنشتاين. الفيلم من بطولة بن أفليك، وأليس براغا، وجي دي باردو، وهلا فينلي، ودايو أوكينيي، وجيف فاهي، وجاكي إيرل هالي وويليام فيشتنر. أنتج رودريغيز أيضًا الفيلم وشارك في تصويره وتحريره، بينما عمل ولداه ريبيل و ماكس كملحن ومنتج على التوالي.
تم إصدار فيلم منوم في الولايات المتحدة بتاريخ 12 مايو 2023، بواسطة كاتشب انترتينمنت وريلاتيفتي ميديا . تلقى الفيلم ردود فعل متباينة من النقاد.

## حبكة
يتذكر داني رورك، المحقق في قسم شرطة أوستن، لمعالجته اختطاف ابنته ميني البالغة من العمر سبع سنوات، مما أدى إلى فسخ زواجه. بعد ذلك، يلتقطه شريكه نيكس، ويخبره أنهما تلقيا مكالمة بلاغ من مصدر مجهول بأن صندوق ودائع آمن في أحد البنوك سيتم سرقته. أثناء المراقبة، شاهدوا رجلاً غامضًا يعطي تعليمات غير مسموعة للمدنيين وموظفي البنك وزملائه من رجال الشرطة، الذين يبدو أنهم يتبعون أوامره عند دخوله البنك. يهرع رورك إلى صندوق الودائع المستهدف، ويجد بداخله صورة لميني مكتوب عليها "Find Lev Dellrayne" (ابحث عن ليف ديلراين). يلاحق رورك الرجل إلى سطح أحد المنازل، حيث يشاهده وهو يأمر ضابطي شرطة بإطلاق النار على بعضهما البعض أثناء هروبه.

## ممثلون
- بن أفليك في دور داني روك
- أليس براغا في دور ديانا كروز
- جي دي باردو في دور نيكس
- دايو أوكينيي في دور ريفر
- جيف فاهاي في دور كارل
- جاكي إيرل هالي في دور جيريمايا
- جاكي إيرل هالي في دور ديلراين
- زين هولت في دور تروت
- كيلي فري في دور فيف
- سادني في دور ثيلما
- ريان روساكي في شخصية بونغ
- هالا فينلي في دور ميني في سن العاشرة
- أيوني أوليفيا في دور ميني في سن السابعة

## إطلاق
كان من المقرر أصلاً إطلاق فيلم منوم مسرحيًا في الولايات المتحدة بواسطة سولتيس ستوديوس. في مارس 2023، أفيد أن شركة كاتشب انترتينمنت ستعمل كموزع محلي بعد إغلاق سولتيس ستوديوس في أواخر عام 2022. تم عرض مقطع "قيد التنفيذ" من الفيلم في الجنوب بالجنوب الغربي في 12 مارس 2023. تم إصدار فيلم منوم في نهاية المطاف في الولايات المتحدة في 12 مايو 2023، بواسطة كاتشب انترتينمنت و ريلاتيفتي ميديا .